# Poljanice
Poljanice (izvirno srbsko Пољанице) je naselje v Srbiji, ki upravno spada pod Občino Ljig; slednja pa je del Kolubarskega upravnega okraja.

## Demografija
V naselju živi 437 polnoletnih prebivalcev, pri čemer je njihova povprečna starost 43,5 let (44,5 pri moških in 42,5 pri ženskah). Naselje ima 160 gospodinjstev, pri čemer je povprečno število članov na gospodinjstvo 3,40.
To naselje je, glede na rezultate popisa iz leta 2002, večinoma srbsko, a v času zadnjih treh popisov je opazno zmanjšanje števila prebivalcev.
|  |

| Demografija | Demografija     | Demografija     |
| Leto        | Št. prebivalcev | Št. prebivalcev |
| ----------- | --------------- | --------------- |
|             |                 |                 |
|             |                 |                 |
|             |                 |                 |
|             |                 |                 |
| 1948        | 949             |                 |
| 1953        | 962             |                 |
| 1961        | 860             |                 |
| 1971        | 773             |                 |
| 1981        | 728             |                 |
| 1991        | 606             | 606             |
| 2002        | 593             | 544             |
|             |                 |                 |

| Etnična sestava po popisu iz leta 2002 | Etnična sestava po popisu iz leta 2002 | Etnična sestava po popisu iz leta 2002 | Etnična sestava po popisu iz leta 2002 | Etnična sestava po popisu iz leta 2002 |
| -------------------------------------- | -------------------------------------- | -------------------------------------- | -------------------------------------- | -------------------------------------- |
| Srbi                                   | Srbi                                   |                                        | 541                                    | 99,44%                                 |
| Romi                                   | Romi                                   |                                        | 3                                      | 0,55%                                  |
| Neznano                                | Neznano                                |                                        | 0                                      | 0,0%                                   |